# Alocasia cadieri
Alocasia cadieri är en kallaväxtart som beskrevs av Chantrier. Alocasia cadieri ingår i släktet Alocasia och familjen kallaväxter. Inga underarter finns listade.